# Cairo (Oklahoma)
Cairo è una piccola comunità non incorporata della contea di Coal, nell'Oklahoma. È situata a 11 km a nord-est di Coalgate. La comunità prende il nome dalla città di Cairo, nell'Illinois. Un ufficio postale operava a Cairo dal 28 marzo 1902 al 15 luglio 1939.